# Palaeorhincodon
Genre
Espèces de rang inférieur
- † P. daouii
- † P. dartvellei
- † P. wardi
- † P. ypresiensis

Palaeorhincodon (paléorhincodon en français) est un genre fossile de requins-baleines appartenant à la famille des rhincodontidés à laquelle appartient le seul rhincodontidé encore vivant : le requin-baleine (Rhincodon typus). 
Palaeorhincodon a vécu durant l’Éocène, il y a environ entre 56 et 34 Ma (millions d'années) en Europe, en Amérique du Nord et en Ouzbékistan. 
Cependant des dents fossiles du Jurassique inférieur et moyen d'Allemagne, c'est-à-dire âgées entre environ 200 et 165 Ma (millions d'années), ont également été attribuées à ce genre en 1989.

## Liste des espèces
- † P. daouii Noubhani & Cappetta, 1997
- † P. dartvellei (Arambourg, 1952)
- † P. wardi Herman, 1974
- † P. ypresiensis